# Барон Ньютон
Барон Ньютон из Ньютон-ин-Макерфилда в графстве Ланкашир — наследственный титул в системе Пэрства Соединенного Королевства. Он был создан 27 августа 1892 года для консервативного политика Уильяма Джона Ли (1828—1898), который ранее представлял в Палате общин Великобритании Южный Ланкашир (1859—1868) и Восточный Чешир (1868—1885). Его сын, Томаса Вудхауз Ли, 2-й барон Ньютон (1857—1942), заседал в Палате общин от Ньютона (1886—1898), занимал должности генерального казначея (1915—1916) и парламентского заместителя министра иностранных дел (1916—1919). Его внук, Питер Ричард Ли, 4-й барон Ньютон (1915—1992), заседал в Палате общин от Петерсфилда (1951—1960), занимал должности вице-камергера королевского двора (1957—1959), казначея королевского двора (1959—1960), капитана йоменской гвардии (1960—1962) и парламентского секретаря министерства здравоохранения (1962—1964). 
По состоянию на 2024 год обладателем титула являлся старший сын последнего, Ричард Томас Ли, 5-й барон Ньютон (род. 1950), который стал преемником своего отца в 1992 году.
Семейная резиденция — Лайм Парк в окрестностях Дисли в графстве Чешир. В 1946 году 3-й барон Ньютон передал родовое имение Национальному фонду Великобритании.

## Бароны Ньютон (1892)
- 1892—1898: Уильям Джон Ли, 1-й барон Ньютон (19 декабря 1828 — 15 декабря 1898), сын Уильяма Ли[1];
- 1898—1942: Томас Вудхауз Ли, 2-й барон Ньютон (18 марта 1857 — 21 марта 1942), старший сын предыдущего[2];
- 1942—1960: Ричард Уильям Дэвенпорт Ли, 3-й барон Ньютон (18 ноября 1888 — 11 июня 1960), старший сын предыдущего[3];
- 1960—1992: Майор Питер Ричард Ли, 4-й барон Ньютон (6 апреля 1915 — 16 июня 1992), старший сын предыдущего[4];
- 1992 — настоящее время: Ричард Томас Ли, 5-й барон Ньютон (род. 11 января 1950), старший сын предыдущего[5];
  - Наследник титула: достопочтенный Пирс Ричард Ли (род. 25 октября 1979), единственный сын предыдущего[6].